# Kiel Martin
Kiel Urban Mueller (ur. 26 lipca 1944 w Pittsburghu, zm. 28 grudnia 1990 w Rancho Mirage) – amerykański aktor.
Odtwórca roli detektywa Johna „J.D.” LaRue w serialu policyjnym NBC Posterunek przy Hill Street (1981–1987).

## Życiorys
Urodził się w Pittsburghu w stanie Pensylwania jako syn Eileen Anna (z domu Welch) i Carla Fredericka Muellera. Wychował się w mieście Hialeah na Florydzie w hrabstwie Miami-Dade. Został nazwany na cześć miasta Kilonia w Niemczech na cześć pochodzenia niemieckiego jego rodziny. W wieku 16 lat rozważał porzucenie nauki. Aby temu zapobiec, jego ojciec zorganizował dla niego przesłuchanie do niewielkiej roli w szkolnej produkcji – musicalu Tęcza Finiana. Zamiast tego zaproponowano jemu prowadzenie. W 1962 ukończył Hialeah High School.
Kiedy miał 18 lat, zarabiał 90 dolarów dziennie, dubbingując głosy do meksykańskich baśni importowanych przez K. Gordona Murraya; pierwszą z nich był Czerwony Kapturek (La caperucita roja, 1960), gdzie użyczył głos srogiemu wilkowi.
Martin był studentem wydziału teatralnego w Miami-Dade Junior College. Naukę kontynuował na Uniwersytecie Miami i Uniwersytecie Trinity w San Antonio w Teksasie. Przez krótki czas do 1964 służył w wojsku, gdzie zagrał główną rolę Alana Bakera w sztuce Neila Simona Przyjdź i zadmij w róg.
Martin zadebiutował jako zawodowy aktor w teatrze repertuarowym na Florydzie. Po próbie występu w stand-upie w Miami nauczył się grać na gitarze, pracując przez dwa lata w Nowym Jorku jako muzyk i robotnik portowy. Występował także w sztukach szekspirowskich w Old Globe Theatre w San Diego i pracował jako aktor repertuarowy w Nowym Jorku i Nowym Orleanie, zanim został klientem William Morris Agency.
W 1967 Martin podpisał kontrakt jako muzyk kontraktowy z Universal Studios po rekomendacji June Havoc, która widziała jego występy, gdy oboje pracowali w New Orleans Repertory Company. Jednak w sierpniu tego roku złamał 15 kości w wypadku motocyklowym po zderzeniu z dębem. Spędził cztery dni w śpiączce i wymagał dwuletniej rekonwalescencji, podczas której stracił 40 funtów.
Debiutował na kinowym ekranie w westernie Niezwyciężeni (1969) u boku Johna Wayne’a. Pojawił się w dramacie Jerry’ego Schatzberga Narkomani (The Panic in Needle Park, 1971) z Alem Pacino i ekranizacji powieści Sue Grafton Lolly-Madonna XXX (1973) w reżyserii Richarda C. Sarafiana z Jeffem Bridgesem. W sensacyjnym dramacie kryminalnym Blaxploitation Trick Baby (1972) zagrał oszusta wykorzystującego postawy ludzi, aby wyłudzić od nich pieniądze. Zagrał także w filmie Moonrunners (1975), który stał się podstawą serialu telewizyjnego Diukowie Hazzardu. Znalazł się, wraz z Jonem Voightem i Michaelem Sarrazinem, w gronie trzech ostatnich aktorów rozważanych do roli Joe Bucka w Nocnym kowboju. Podobnie jak postać detektywa J.D. LaRue w Posterunku przy Hill Street (1981–1987), prywatne był zdrowiejącym alkoholikiem. W 1984 zagrał na Uniwersytecie Alabama w Birmingham w przedstawieniu Bent, kontrowersyjnej sztuce opowiadającej o prześladowaniach gejów w nazistowskich Niemczech.
3 czerwca 1969 poślubił Claudię, córkę Deana Martina, z którą miał córkę Jesse. Para rozwiodła się 8 września 1971. W 1978 ożenił się z Christiną Montoya, 11 grudnia 1980 rozwiedli się. Od 9 października 1982 do 8 maja 1984 jego trzecią żoną była Joanne Marie Lapomarda.
W styczniu 1990 Martin na scenie w Calgary grał rolę sierżanta Merwina J. Toomeya w sztuce Neila Simona Biloxi Blues, kiedy został zmuszony do opuszczenia przedstawienia z powodu bólów w klatce piersiowej. Biopsja wykazała, że cierpiał na raka płuc i wkrótce rozpoczął chemioterapię.
28 grudnia 1990 zmarł w swoim domu w Rancho Mirage w Kalifornii z powodu zapaści sercowo-naczyniowej spowodowanej rakiem płuc w wieku 46 lat.

## Filmografia

### Filmy
- 1969: Niezwyciężeni jako biegacz Unii
- 1971: Narkomani jako Chico

### Seriale
- 1968: Ironside jako Billy Meeker
- 1972: Strzały w Dodge City jako Ike Daggett
- 1973: Kung Fu jako Marszałek
- 1977–1978: The Edge of Night jako Raney Cooper
- 1981–1987: Posterunek przy Hill Street jako J. D. LaRue
- 1982: Statek miłości jako Joe Novak
- 1989: Policjanci z Miami jako Paul Cutter
- 1989: Detektyw w sutannie jako Parker
- 1989: Prawnicy z Miasta Aniołów jako Frank Weiland
- 1990: Napisała: Morderstwo jako Danny Snow